# Mokrus (Silésie)
Pour les articles homonymes, voir Mokrus.
Mokrus est une localité polonaise de la gmina d'Ogrodzieniec, située dans le powiat de Zawiercie en voïvodie de Silésie.